# Belonefobia
La belonefobia o miedo a las agujas es el miedo extremo a los procedimientos médicos que involucran inyecciones o agujas hipodérmicas. Esto puede conducir a la evitación de la atención médica, incluida la controversia de las vacunas.
Ocasionalmente se la denomina aicmofobia, aunque este término también puede referirse a un miedo más general a los objetos puntiagudos.

## Etimología
La voz «belonefobia» proviene del griego βελόνη belóne ‘aguja’ y el sufijo latino científico -phobia, y este del griego antiguo -φοβία -phobía ‘fobia, miedo’, La persona que la padece es «belonefóbico, -ca» o «belonéfobo, -ba». La variante «belonofobia» es incorrecta por su poco uso y por no ser reconocida por documentos especializados en español, probablemente por influencia de cognados como el alemán Belonophobie, aunque sí fue mencionada por la Fundación del Español Urgente.

## Resumen e incidencia
La condición fue reconocida oficialmente en 1994 en el DSM-IV (Manual diagnóstico y estadístico de los trastornos mentales, 4.ª edición) como una fobia específica del tipo sangre-inyección-lesiones (fobia BII). Las respuestas de nivel fóbico a las inyecciones hacen que los pacientes eviten las inoculaciones, los análisis de sangre y, en los casos más severos, toda atención médica.
Se estima que al menos el 10% de los adultos estadounidenses tienen miedo a las agujas, y es probable que el número real sea mayor, ya que los casos más severos nunca se documentan debido a la tendencia del paciente a evitar todo tratamiento médico. Los criterios de diagnóstico para las fobias BII son más estrictos, con una prevalencia estimada del 3-4% en la población general, y esto también incluye las fobias relacionadas con la sangre.
La prevalencia del miedo a las agujas ha ido en aumento, con dos estudios que muestran un aumento entre los niños del 25 % en 1995 al 65 % en 2012 (para los nacidos después de 1999). La profesora de la Universidad de Augusta, Amy Baxter, atribuye este aumento a un aumento en la administración de inyecciones de refuerzo alrededor de los 5 años, que es lo suficientemente mayor para recordar y lo suficientemente joven como para tener más probabilidades de provocar la formación de una fobia.

## Base evolutiva
Según el Dr. James G. Hamilton, autor del artículo pionero sobre la fobia a las agujas, es probable que la forma genética de la fobia a las agujas tenga alguna base en la evolución, dado que hace miles de años los humanos que evitaban meticulosamente las heridas de arma blanca y otros las incidencias de carne perforada tendrían una mayor probabilidad de supervivencia.
La discusión de la base evolutiva de la fobia a las agujas en el artículo de revisión de Hamilton se refiere al tipo vasovagal de fobia a las agujas, que es un subtipo de fobia al tipo sangre-inyección-lesiones. Este tipo de fobia a las agujas se caracteriza únicamente por una respuesta vasovagal de dos fases. Primero, hay una breve aceleración de la frecuencia cardíaca y la presión arterial. Esto es seguido por una caída rápida tanto en la frecuencia cardíaca como en la presión arterial, lo que a veces conduce a la inconsciencia.
Otros artículos de revistas médicas han discutido aspectos adicionales de este posible vínculo entre el síncope vasovagal y la aptitud evolutiva en las fobias a las lesiones por inyección de sangre.
Una teoría de la psicología evolucionista que explica la asociación con el síncope vasovagal es que algunas formas de desmayo son señales no verbales que se desarrollaron en respuesta al aumento de la agresión entre grupos durante el paleolítico. Un no combatiente que se ha desmayado indica que no es una amenaza. Esto podría explicar la asociación entre desmayos y estímulos como hemorragias y lesiones.

## Tipos
Aunque la fobia a las agujas se define simplemente como un miedo extremo a las inyecciones o inyecciones médicamente relacionadas, aparece en varias variedades.

### Vasovagal
Aunque la mayoría de las fobias específicas provienen de los propios individuos, el tipo más común de fobia a las agujas, que afecta al 50% de los afectados, es una reacción reflejo vasovagal hereditaria. Aproximadamente el 80% de las personas con miedo a las agujas informan que un pariente dentro del primer grado presenta el mismo trastorno.
Las personas que sufren de fobia vasovagal a las agujas temen ver, pensar o sentir agujas u objetos similares a agujas. Los cambios fisiológicos asociados con este tipo de fobia también incluyen sensación de desmayo, sudoración, mareos, náuseas, palidez, tinnitus, ataques de pánico e, inicialmente, presión arterial y frecuencia cardíaca altas, seguidas de una caída de ambas en el momento de la inyección. El síntoma principal del miedo vasovagal es el síncope vasovagal o desmayo debido a una disminución de la presión arterial.
Muchas personas que sufren desmayos durante los procedimientos con agujas informan que no tienen miedo consciente al procedimiento con agujas en sí, sino un gran miedo a la reacción del síncope vasovagal. Las personas se vuelven más temerosas de los efectos secundarios de la presión arterial baja causados por la idea de una aguja.
Un estudio en la revista médica Circulation concluyó que en muchos pacientes con esta afección (así como en pacientes con una gama más amplia de fobias a la sangre/lesiones), un episodio inicial de síncope vasovagal durante un procedimiento con agujas puede ser la causa principal de la fobia a las agujas en lugar de que cualquier miedo básico a ellas. Estos hallazgos revierten las creencias más comunes sobre el patrón de causa y efecto de los fóbicos a las agujas con síncope vasovagal.
Aunque la mayoría de las fobias son peligrosas hasta cierto punto, la fobia a las agujas es una de las pocas que realmente mata. En casos de fobia severa, la caída de la presión arterial provocada por el reflejo de choque vasovagal puede causar la muerte. En el artículo de revisión de Hamilton de 1995 sobre la fobia a las agujas, pudo documentar 23 muertes como resultado directo del shock vasovagal durante un procedimiento con agujas.
Históricamente, la mejor estrategia de tratamiento para este tipo de fobia a las agujas ha sido la desensibilización o la exposición progresiva del paciente a estímulos gradualmente más aterradores, lo que le permite volverse insensible al estímulo que desencadena la respuesta fóbica. En los últimos años, una técnica conocida como "tensión aplicada" se ha aceptado cada vez más como un medio a menudo eficaz para mantener la presión arterial y evitar los aspectos desagradables y, a veces, peligrosos de la reacción vasovagal.

### Asociativo
El miedo asociativo a las agujas es el segundo tipo más común y afecta al 30% de las personas con fobia a las agujas. Este tipo es la fobia específica clásica en la que un evento traumático, como un procedimiento médico extremadamente doloroso o presenciar que un familiar o amigo se somete a él, hace que el paciente asocie todos los procedimientos que involucran agujas con la experiencia negativa original.
Esta forma de miedo a las agujas causa síntomas que son principalmente de naturaleza psicológica, como ansiedad extrema inexplicable, insomnio, preocupación por el próximo procedimiento y ataques de pánico. Los tratamientos efectivos incluyen terapia cognitiva, hipnosis y/o la administración de medicamentos contra la ansiedad. 

### Resistivo
El miedo resistivo a las agujas ocurre cuando el miedo subyacente implica no solo agujas o inyecciones, sino también a un control o restricción. Por lo general, proviene de una crianza represiva.[cita requerida] o un mal manejo de procedimientos previos con agujas (por ejemplo, restricción física o emocional forzada).
Esta forma de fobia a las agujas afecta a alrededor del 20% de las personas afectadas. Los síntomas incluyen combatividad, frecuencia cardíaca alta junto con presión arterial extremadamente alta, resistencia violenta, evitación y huida. El tratamiento sugerido es la psicoterapia, que puede incluir enseñar al paciente técnicas de autoinyección o encontrar un proveedor de atención médica de confianza.

### Hiperalgésico
El miedo hiperalgésico a las agujas es otra forma que no tiene mucho que ver con el miedo a las agujas en sí. Los pacientes con esta forma tienen una hipersensibilidad hereditaria al dolor o hiperalgesia. Para ellos, el dolor de una inyección es insoportablemente grande y muchos no pueden entender cómo alguien puede tolerar tales procedimientos.
Esta forma de miedo a las agujas afecta aproximadamente al 10% de las personas con fobia a las agujas. Los síntomas incluyen ansiedad explicada extrema, y presión arterial y frecuencia cardíaca elevadas en el punto inmediato de penetración de la aguja o segundos antes. Las formas recomendadas de tratamiento incluyen algún tipo de anestesia, ya sea tópica o general.

## Factores vicarios
Mientras presencia procedimientos que involucran agujas, es posible que el fóbico sufra los síntomas de un ataque de fobia a las agujas sin haber sido inyectado. Impulsado por la vista de la inyección, el fóbico puede exhibir los síntomas normales del síncope vasovagal y es común desmayarse o colapsar. Si bien se desconoce la causa de esto, puede deberse a que el fóbico imagina que el procedimiento se realiza en sí mismo. Investigaciones recientes en neurociencia muestran que sentir la sensación de pinchazo de un alfiler y ver cómo un alfiler pincha la mano de otra persona activa la misma parte del cerebro.

## Comorbilidad y desencadenantes
El miedo a las agujas, especialmente en sus formas más graves, a menudo es comórbido con otras fobias y dolencias psicológicas; por ejemplo, la iatrofobia, o un miedo irracional a los médicos, se observa a menudo en pacientes con fobia a las agujas.
Un paciente con fobia a las agujas no necesita estar físicamente en el consultorio de un médico para experimentar ataques de pánico o ansiedad provocada por la fobia a las agujas. Hay muchos factores desencadenantes en el mundo exterior que pueden provocar un ataque por asociación. Algunos de estos son sangre, lesiones, la vista de la aguja físicamente o en una pantalla, alfileres de papel, jeringas, salas de examen, batas blancas de laboratorio, dentistas, enfermeras, el olor a antiséptico asociado con oficinas y hospitales, la vista de una persona que se parece físicamente al proveedor de atención médica habitual del paciente, o incluso leyendo sobre el miedo.

## Tratamiento, mitigación y alternativas
La literatura médica sugiere una serie de tratamientos que han demostrado ser efectivos para casos específicos de fobia a las agujas, pero brinda muy poca orientación para predecir qué tratamiento puede ser efectivo para cualquier caso específico. Los siguientes son algunos de los tratamientos que han demostrado ser efectivos en algunos casos específicos.
- Aerosol de cloroetano (y otros agentes congelantes). Se administra fácilmente, pero solo proporciona un control superficial del dolor.
- inyectores de chorro. Los inyectores de chorro funcionan introduciendo sustancias en el cuerpo a través de un chorro de gas a alta presión en lugar de una aguja. Aunque estos eliminan la aguja, algunas personas informan que causan más dolor.[19][20] Además, solo son útiles en un número muy limitado de situaciones que involucran agujas; por ejemplo, insulina e inoculaciones.
- Iontoforesis. La iontoforesis conduce el anestésico a través de la piel mediante el uso de una corriente eléctrica. Proporciona anestesia eficaz, pero generalmente no está disponible para los consumidores en el mercado comercial y algunos consideran que su uso es inconveniente.
- EMLA. EMLA es una crema anestésica tópica que es una mezcla eutéctica de lidocaína y prilocaína. Es una crema recetada en los Estados Unidos y está disponible sin receta en algunos otros países. Aunque no es tan efectivo como la iontoforesis, dado que EMLA no penetra tan profundamente como los anestésicos impulsados por iontoforesis, EMLA proporciona una aplicación más simple que la iontoforesis. EMLA penetra mucho más profundamente que los anestésicos tópicos comunes y funciona adecuadamente para muchas personas.[21]
- Amétop. Ametop gel parece ser más efectivo que EMLA para eliminar el dolor durante la venopunción.[22]
- Parche de lidocaína/tetracaína. Un parche autocalentable que contiene una mezcla eutéctica de lidocaína y tetracaína está disponible en varios países y ha sido específicamente aprobado por agencias gubernamentales para su uso en procedimientos con agujas.[23] El parche se vende con el nombre comercial Synera en los Estados Unidos y Rapydan en la Unión Europea. Cada parche está empaquetado en una bolsa hermética. Comienza a calentarse ligeramente cuando se retira el parche del empaque y se expone al aire. El parche requiere de 20 a 30 minutos para lograr un efecto anestésico completo.[23] El parche Synera fue aprobado por la Administración de Drogas y Alimentos de los Estados Unidos el 23 de junio de 2005.
- Terapia conductual. La efectividad de esto varía mucho según la persona y la gravedad de la afección. Existe cierto debate sobre la efectividad de los tratamientos de conducta para las fobias específicas, aunque hay algunos datos disponibles para respaldar la eficacia de enfoques como la terapia de exposición.[24][25] Cualquier terapia que apruebe métodos de relajación puede estar contraindicada para el tratamiento del miedo a las agujas, ya que este enfoque fomenta una caída de la presión arterial que solo mejora el reflejo vasovagal. En respuesta a esto, los enfoques de exposición graduada pueden incluir un componente de afrontamiento que se basa en la tensión aplicada como una forma de prevenir complicaciones asociadas con la respuesta vasovagal a estímulos específicos de sangre, lesión o inyección.[15]
- Óxido nitroso (gas de la risa). Esto proporcionará sedación y reducirá la ansiedad del paciente, junto con algunos efectos analgésicos leves.
- Anestesia general por inhalación. Esto eliminará todo dolor y también todo recuerdo de cualquier procedimiento con aguja. Sin embargo, a menudo se considera una solución muy extrema. No está cubierto por el seguro en la mayoría de los casos, y la mayoría de los médicos no lo ordenarán. Puede ser riesgoso y costoso y puede requerir hospitalización.
- Las benzodiazepinas, como el diazepam (Valium), el lorazepam (Ativan), el alprazolam (Xanax) o el clonazepam (Klonopin), pueden ayudar a aliviar la ansiedad de los pacientes con fobia a las agujas, según el Dr. James Hamilton. Estos medicamentos tienen un inicio de acción dentro de los 5 a 15 minutos posteriores a la ingestión. Puede ser necesaria una dosis oral relativamente grande.[5]
- Tensar los músculos del estómago puede ayudar a evitar el desmayo.[7]
- Decir groserías puede reducir el dolor percibido.[7]
- La distracción puede reducir el dolor percibido, por ejemplo, fingir toser, realizar una tarea visual, mirar un video, escuchar música o jugar un videojuego.[7]